# Dexicrates robustus
Dexicrates robustus is een keversoort uit de familie boorkevers (Bostrichidae). De wetenschappelijke naam van de soort is voor het eerst geldig gepubliceerd in 1851 door Blanchard.